# Castell de Tendrui
El Castell de Tendrui és un castell del poble de Tendrui (Tremp, Pallars Jussà). Fins al 1970 formava part del terme municipal de l'Gurp de la Conca.
El castell, que devia formar un conjunt fortificat amb el poble clos de Tendrui, està pràcticament desaparegut. Només en queda un mur d'uns dos metres rere l'església del poble. Més avall, resseguint el penyal on és el poble, es conserven uns 21 metres més de mur que delimita l'espai del poble i castell.